# 边琪煜
边琪煜（1932年11月12日—），男，汉族，浙江诸暨人，1932年11月生于杭州市。1954年9月毕业于北京地质学院。教授级高级工程师。
他先后在湖南省、安徽省等地从事冶金地质工作。曾任湖南地质会理事、安徽省地质学会常务理事等职务。

## 生平
1946年至1952年就读于惠兰中学。1954年9月毕业于北京地质学院（现中国地质大学）。
1957~1958年，在勘探湖南耀岗仙钨矿时，对含钨石英细脉控制条件进行专题研究，提出含钨细脉的分布受岩性控制（层状）的结论，解决了勘探工作的一个关键问题。
1959年，在湖南汝城大坪从事铁矿勘探，负责编制《湖南汝城大坪铁矿第一期勘探报告》。在组织工作外，编写矿床地质，矿石加工性能和工作质量评述。1961~1962年间，与张永固同志复核湖南江永铜山岭铜矿地质报告。发现严重工程质量问题，不能如实反映矿床地质情况，后经证实为一具有现实工业意义的中型铜矿，为湖南省增加了一个新的铜生产基地。
1963年，参加冶金部韶关钨锡设计审查会议（李洪谟是设计主审人)，分别提出了产于内、外接触带的黑钨矿规律的基础资料，经概括为“三层楼”（指产于外接触带的黑钨石英脉，后发展为“五层楼”规律)和“西瓜皮”（指产于内接触带的黑钨矿，其工业矿化局限于接触带下80—220米范围内)两大规律。推广后钨矿普查走上了新的阶段。
1965~1966年初，对濒临闭坑的湖南祁东清水铅锌矿进行实地考察，提出该矿为一半隐伏矿床，有较大远景，经勘探证实了推断正确。
1971年调湖南湘东铁矿，负责矿山地质工作。对地层剖面详细研究后提出以标志层代替切割平巷指导开拓巷道掘进，减少了工程积压，实施效果好，节约大量资金。
1983年调往华东冶金地质勘探公司，在抓好普查找矿的同时，开辟地质市场、发展包括水文地质、工程地质勘查等延伸产业。
在1984年至1988年5月任经理和总工期间，全面完成“七·五”承包的储量任务，找到目前安徽省内最大的黄金矿和银矿（黄狮涝山金矿和许桥银矿）。同时贯彻“一业为主、多种经营”的方针，建立了椿基工程队和黄山旅游基地等。1984年至1987年底，多营总产值和净利润分别增长了3.6倍和2.3倍。安置富余人员1100多人。1984年任安徽省矿产资源开发管理委员会委员。

## 作品
在长期从事科研技术工作过程中，他总结了找隐伏矿的经验，撰写了《研究矿床分带规律，对找隐伏矿的作用》一文；对比了宁乡式铁矿的探采工作，指导编写了《湘东铁矿清水、潞水矿区开采范围内探采对比总结》。在1991年《安徽省矿床发现史》编写领导小组任副组长。
先后发表过《安徽金矿类型及找矿方向》、《地质工作改革浅议》、《地质工作阶段划分的初步设想》、《提高普查效果的战略设想》、《改革地矿工作管理体制，发展地矿事业》、《发挥资源优势、促进皖江开发》等论文。